# Široki Brijeg
Občina Široki Brijeg, popis 1991.; skupaj: 27.160
Široki Brijeg, popis 1991.; skupaj: 5.039
Široki Brijeg je mesto in občina v Bosni in Hercegovini. 
Med leti 1945 in 1990 je bilo uradno imenovalo Lištica po potoku/rečici, ki teče skozenj. Po etnični sestavi je skoraj popolnoma hrvaško in je občina z največjim deležem hrvaškega prebivalstva sploh, vključno z Republiko Hrvaško. 